# Aardbeving Celebes 2011
Op maandag 24 april 2011 om 23:07:51 UTC vond er een aardbeving plaats in de provincie Zuidoost-Celebes op het eiland Celebes (Sulawesi) in Indonesië. De aardbeving had een sterkte van 6,2 op de schaal van Richter. Het hypocentrum lag op ongeveer 75 kilometer ten zuidzuidoosten van de stad Kendari, op een diepte van zo'n 9,4 km.